# Železniška postaja Črnomelj
Železniška postaja Črnomelj je ena izmed železniških postaj v Sloveniji, ki oskrbuje bližnje naselje Črnomelj.